# Поверхностная диффузия
Поверхностная диффузия (англ. surface diffusion) — процесс, связанный (как и в случае объёмной диффузии) с перемещением частиц (атомов, молекул или кластеров), происходящий на поверхности конденсированного тела в пределах первого поверхностного слоя атомов (молекул) или поверх этого слоя.

## Описание
Перемещаться за счёт поверхностной диффузии могут как атомы, входящие в состав самого твёрдого тела, так и адсорбированные частицы (атомы, молекулы или кластеры). Как правило, поверхностные частицы становятся подвижными за счёт случайных тепловых флуктуаций (обычно атомов или молекул). При наличии градиента концентрации (поверхностной концентрации) случайное блуждание большого числа частиц приводит к их усреднённому диффузионному движению в направлении, противоположном градиенту.
На процесс диффузии влияют многие факторы, такие, как взаимодействие между диффундирующими частицами, образование поверхностных фаз (реконструкций), присутствие дефектов и т. д. Поверхностная диффузия играет определяющую роль в процессах роста тонких плёнок, формирования наноструктур на поверхности подложек и спекания керамики.